# بلندی‌های جولان
بلندی‌های جولان یا بلندی‌های گولان (به عربی: مرتفعات الجولان، هضبة الجولان)؛ (به عبری: רמת הגולן) ()، فلاتی است که در شام بین رود یرموک در جنوب و جبل‌الشیخ در شمال قرار دارد و متعلق به سوریه و در اشغال اسرائیل است.
در ۲۵ مارس ۲۰۱۹ دونالد ترامپ رئیس‌جمهور ایالات متحده آمریکا مالکیت اسرائیل بر بلندی‌های جولان را به رسمیت شناخت. این تصمیم ترامپ با مخالفت جامعه جهانی و اعضای دائم شورای امنیت سازمان ملل متحد مانند بریتانیا مواجه شد. دولت بایدن هم مالکیت اسرائیل بر بلندی‌های جولان را به رسمیت شناخت.

## جغرافیا
این منطقه تنها ۷۰ کیلومتر از شهر دمشق فاصله دارد. به گونه‌ای که می‌توان دمشق را از فراز آن دید. این منطقه همین‌طور تنها ۷۰ کیلومتر تا شهر ساحلی حیفا (مرکز صنعتی-اقتصادی شمال اسرائیل) فاصله دارد. خاک حاصلخیز این منطقه، از ویژگی‌های آن است. این منطقه، مساحتی نزدیک ۱۸۰۰ کیلومتر مربع دارد که اسرائیل ۱۲۰۰ کیلومتر آن را اشغال کرده است.
بیشتر مساحت استان قنیطرهٔ سوریه در این بلندی‌ها واقع شده است.

## موقعیت راهبردی
بلندی‌های جولان یکی از مناطق راهبرد نظامی در سوریه بود. از ۱۹۴۸ تا ۱۹۶۷ سوریه از این بلندی‌ها برای خمپاره‌اندازی استفاده می‌کرد.
آب باران جاری شده از بلندی‌های جولان به رود اردن می‌ریزد و یک سوم آب مورد نیاز اسرائیل را برآورده می‌کند. تنها پیست اسکی اسرائیل نیز در این منطقه قرار دارد. در نتیجه، علاوه بر اهمیت نظامی، سیطره بر جولان به معنی سیطره و حاکمیت بر منابع مهم و حیاتی آبی نیز می‌باشد.
هم‌اینک اسرائیل با نصب دستگاه‌های هشداردهنده بر بلندی‌های جولان، تمامی تحرکات نظامی سوریه را مراقبت می‌کند.

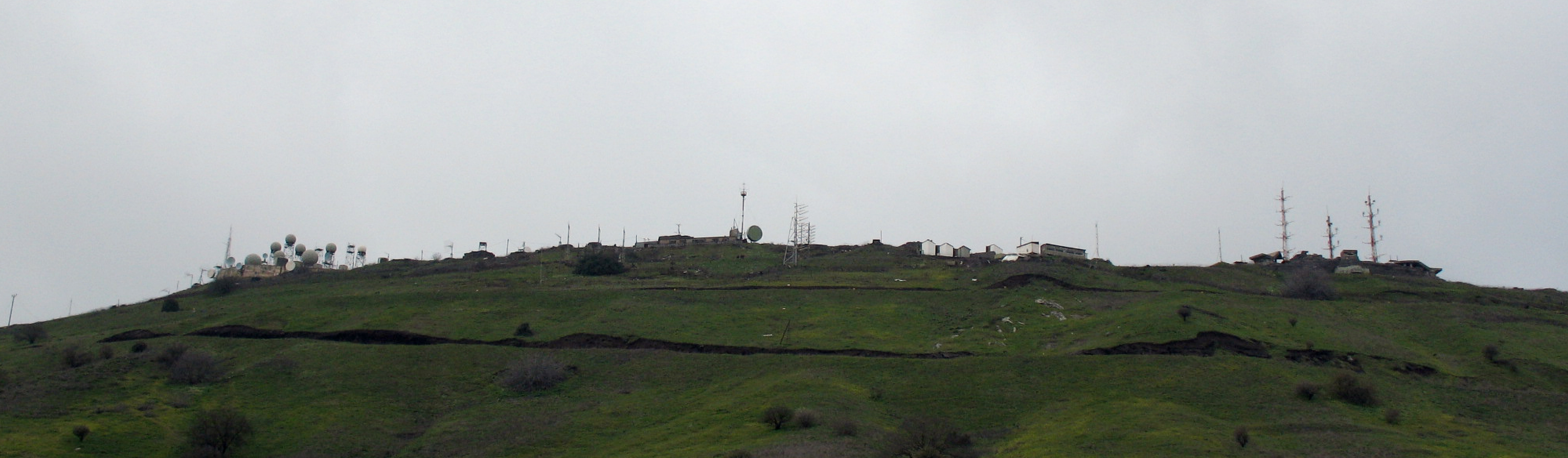
پایگاه «هار آویتال» یگان ۸۲۰۰ ارتش اسرائیل در بلندی‌های جولان سوریه

## اشغال منطقه

### جنگ شش‌روزه
اسرائیل در جنگ شش‌روزه در سال ۱۹۶۷ میلادی بخش بزرگی از بلندی‌های جولان را به اشغال خود درآورد.

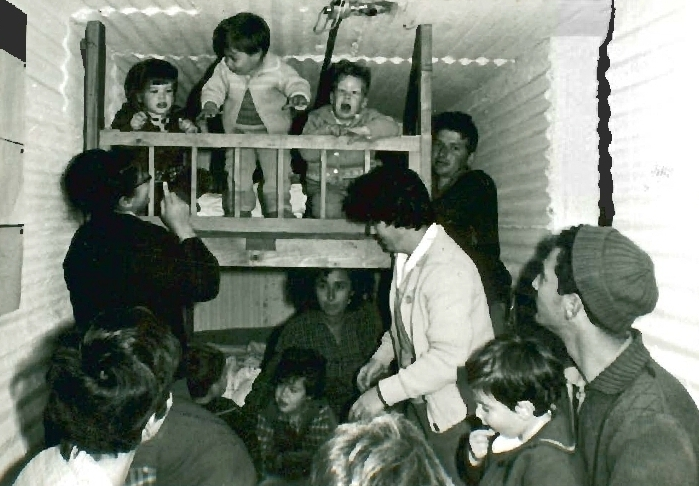

### جنگ برای پس‌گیری
در سال ۱۹۷۳ در جنگ یوم کیپور سوریه تلاش کرد تا بلندی‌های جولان را از اسرائیل پس بگیرد. اما نیروهای اسرائیلی با وجود تلفات سنگین و با دشواری از این منطقه حفاظت کردند.

### آتش‌بس
در ۳۱ مه ۱۹۷۴ قطعنامه ۳۵۰ شورای امنیت سازمان ملل متحد بین اسرائیل و سوریه، آتش‌بس اعلام کرد و از آن هنگام، نیروهای عملیات حفظ صلح سازمان ملل متحد به عنوان نیروهای پاسدار صلح سازمان ملل متحد در بلندی‌های جولان حضور دارند و بر حفظ آتش‌بس میان سوریه و اسرائیل نظارت می‌کنند. حدود ۹۰۰ صلح‌بان سازمان ملل متحد در این بلندی‌ها مستقر هستند. البته بر پایه قرارداد ۱۹۷۴ میان اسرائیل و سوریه دربارهٔ حضور صلح‌بانان سازمان ملل در بلندی‌های جولان، حضور اعضای دائم شورای امنیت سازمان ملل متحد در این ماموریت‌ها مجاز نیست. همچنین یک مرز فرضی تازه با هدف جلوگیری از درگیری میان اسرائیل و سوریه تعیین شد که تا امروز پابرجا مانده است.

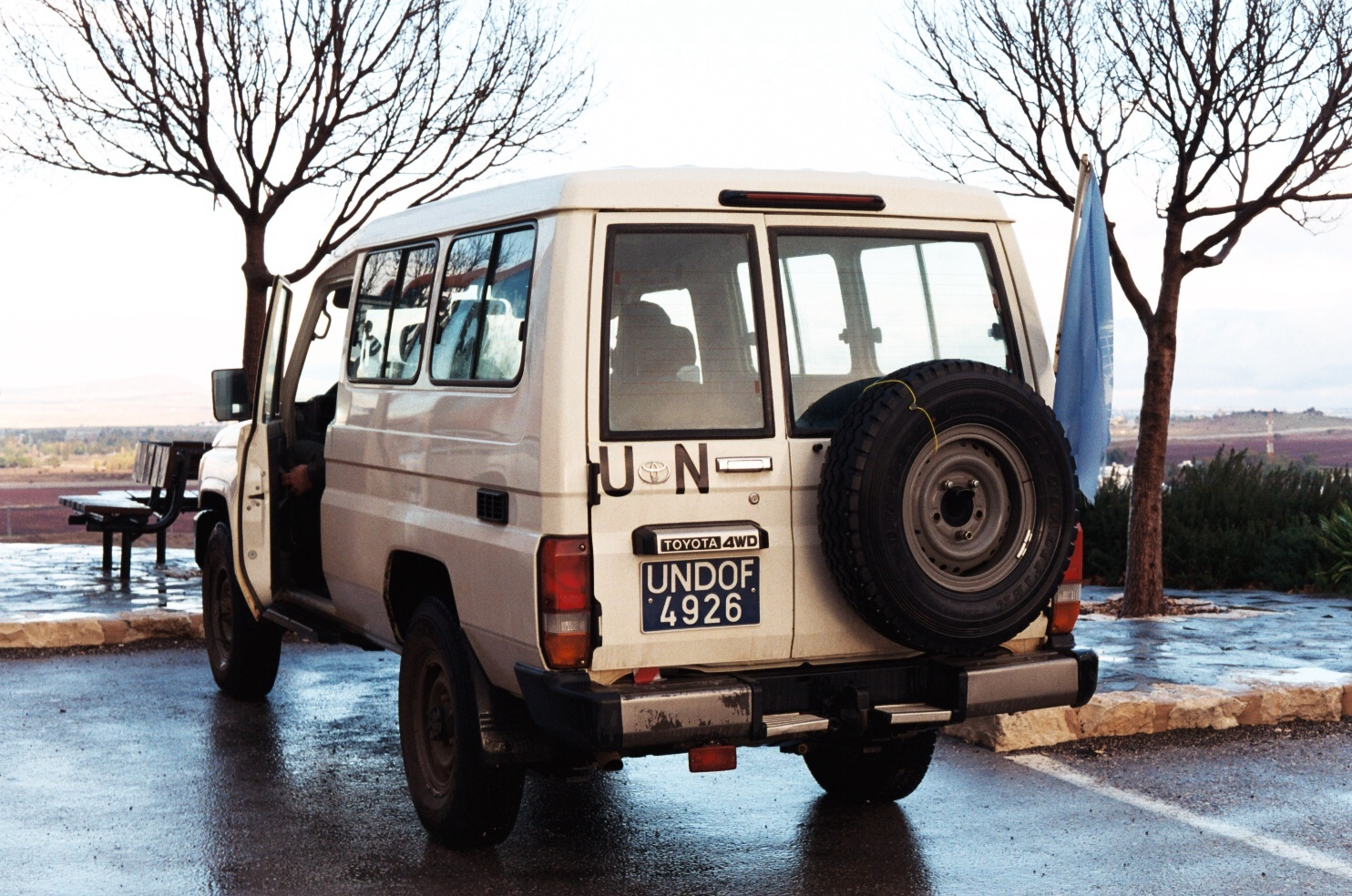
خودروی نیروهای پاسدار صلح سازمان ملل متحد

### ضمیمه به خاک اسرائیل
اسرائیل در سال ۱۹۸۲ این مناطق را به عنوان بخشی از خاک خود اعلام کرد. این اقدام هیچگاه مورد تأیید سازمان ملل متحد قرار نگرفت.

### به رسمیت شناختن اشغال از سوی آمریکا
در اردیبهشت ۱۳۹۸ برابر آوریل ۲۰۱۹، دونالد ترامپ رئیس‌جمهور ایالات متحده آمریکا اشغال اسرائیل بر جولان را به رسمیت شناخت. این تصمیم ترامپ با مخالفت جامعهٔ جهانی، و اعضای دائم شورای امنیت سازمان ملل متحد مانند بریتانیا مواجه شد.

## تلاش سوریه برای پس‌گیری
سوریه هرگز از ادعای ارضی خود برای پس‌گیری بلندی‌های جولان دست نکشیده و دولت سوریه تلاش دیپلماتیک چشمگیری می‌کند. سوریه می‌گوید در هرگونه پیمان صلح بین اسرائیل و جهان عرب باید مسئله بازگرداندن بلندی‌های جولان به سوریه نیز گنجانده شود.

### ۱۹۹۹
اسرائیل با یک توافق صلح با سوریه به شرط صلح پایدار راضی بوده است. در گفتگوهای سال‌های ۱۹۹۹ و ۲۰۰۰ نیز ایهود باراک، نخست‌وزیر اسرائیل به شکل رسمی اعلام کرد که «کشورش با چنین معامله‌ای مشکلی ندارد.»

### ۲۰۰۳
در سال ۲۰۰۳ بشار اسد برای گفتگوهای صلح با اسرائیل اعلام آمادگی کرد. این گفتگوها به نتیجه نرسید؛ زیرا سوریه خواهان بازگشت اسرائیل به پشت مرزهای سال ۱۹۶۷ است.

### ۲۰۰۸
در سال ۲۰۰۸ و پیش از نخست‌وزیری بنیامین نتانیاهو با میانجیگری ترکیه گفتگوهای غیرمستقیمی بین سوریه و اسرائیل آغاز شد. اما استعفای ناگهانی ایهود اولمرت، نخست‌وزیر وقت به دلیل پرونده فساد مالی موجب شد تا آن مذاکرات نیمه‌کاره رها شود.

### ۲۰۰۹
از سال ۲۰۰۹ و پس از آغاز نخست‌وزیری بنیامین نتانیاهو و قدرت‌گیری راست‌گرایی افراطی، سوریه از امکان هرگونه گفتگوی صلح با اسرائیل، قطع امید کرد.
باراک اوباما تلاش کرد بین اسرائیل و سوریه گفتگوی صلح، برقرار کند. اما با آغاز بهار عربی و جنگ داخلی سوریه در سال ۲۰۱۱ عملاً امکان هرگونه گفتگوی دوباره از بین رفت.

### ۲۰۱۳
در سال ۲۰۱۳ درگیری‌های جنگ داخلی سوریه به مرزهای بلندی‌های جولان رسید.

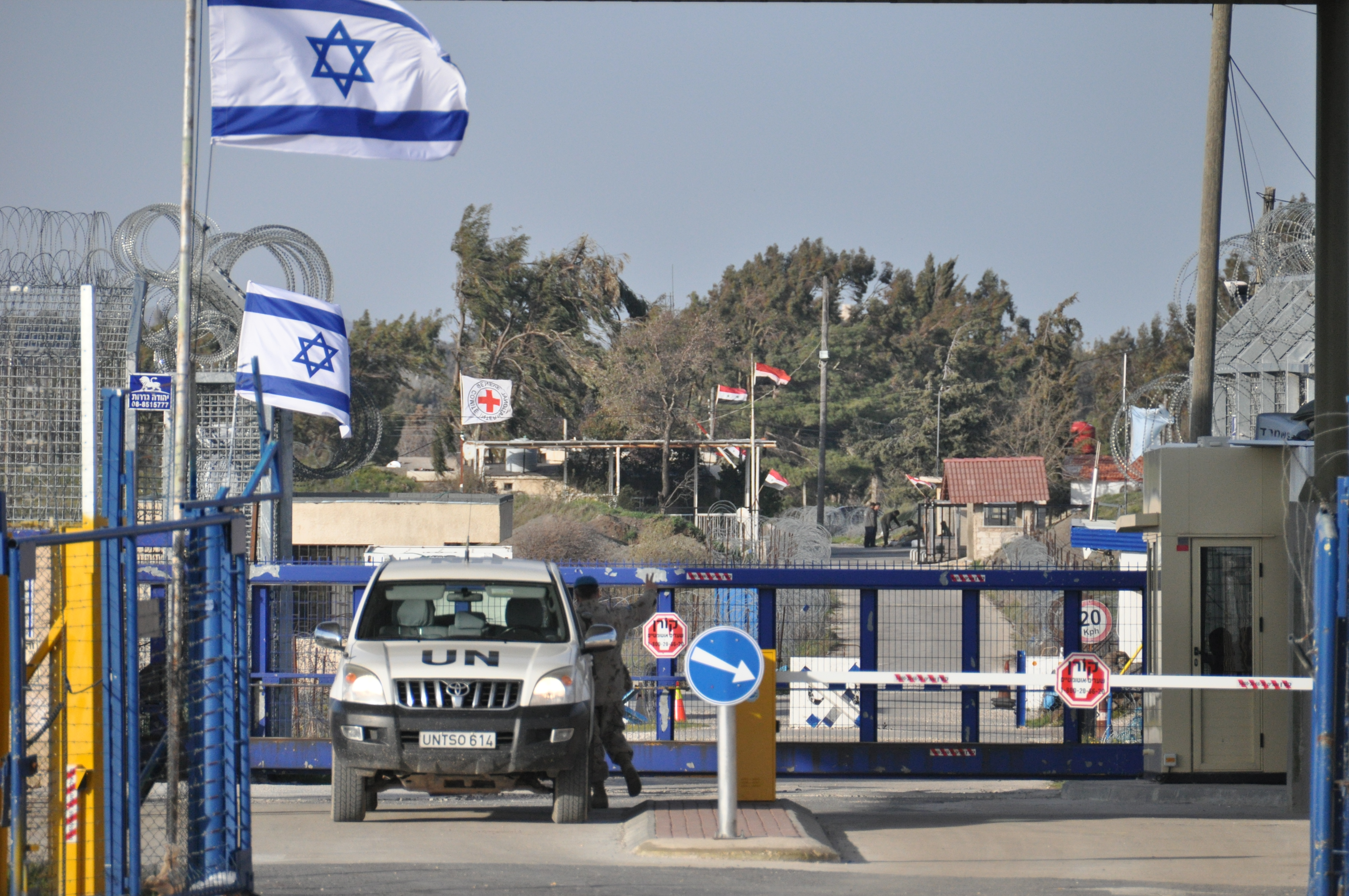
ایست بازرسی مرزی اسرائیل

### ۲۰۱۸
در سال ۲۰۱۸ پس از اینکه حکومت مرکزی سوریه، بخش بزرگی از مناطق اطراف مرز در بلندی‌های جولان را تحت کنترل خود آورد با نظارت سازمان ملل متحد بار دیگر مرز خود را مانند دوران پیش از جنگ، بازگشایی کرد.

### ۲۰۱۹
در سال ۲۰۱۹ پس از آنکه آمریکا اشغال اسرائیل بر بلندی‌های جولان را به رسمیت شناخت، امید به صلح از همیشه کمرنگ‌تر شد.

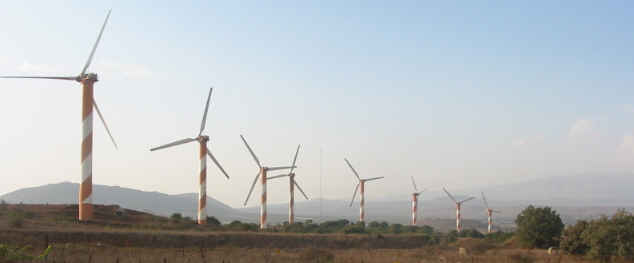
توربین‌های بادی

### مشکلات صلح

#### آب آشامیدنی
بازگشت اسرائیل به پشت مرزهای سال ۱۹۶۷ دست این کشور را از سراسر سواحل خاوری دریاچه طبریه کوتاه می‌کند. این دریاچه، بخشی از مرز اسرائیل و سوریه است. امروز دریاچه طبریه، منبع اصلی آب آشامیدنی اسرائیل است و اشغال جولان باعث شده تا اسرائیل کنترل همه اطراف این دریاچه مهم را در دست داشته باشد.

#### شهرک‌های یهودی‌نشین
هرگونه توافق میان اسرائیل و سوریه به تخلیه شهرک‌های یهودی‌نشین می‌انجامد. چیزی که مردم اسرائیل، مخالف آن هستند. در کل مردم اسرائیل مخالف هرگونه توافقی هستند که باعث از دست‌رفتن بلندی‌های جولان شود.

## مردم‌شناسی

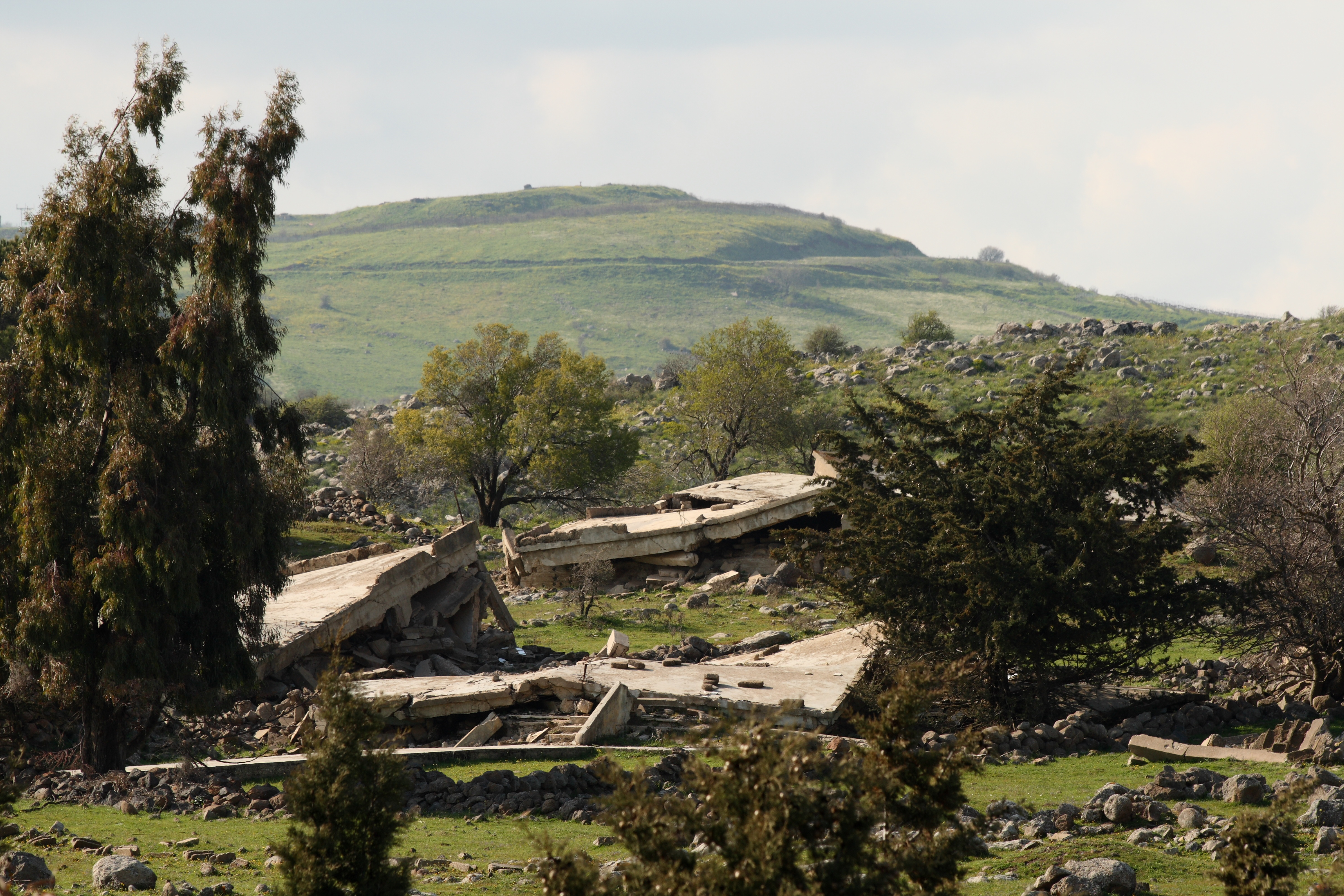
خانه‌های سوری‌هایی که اسرائیل با بولدوزر ویران کرده است

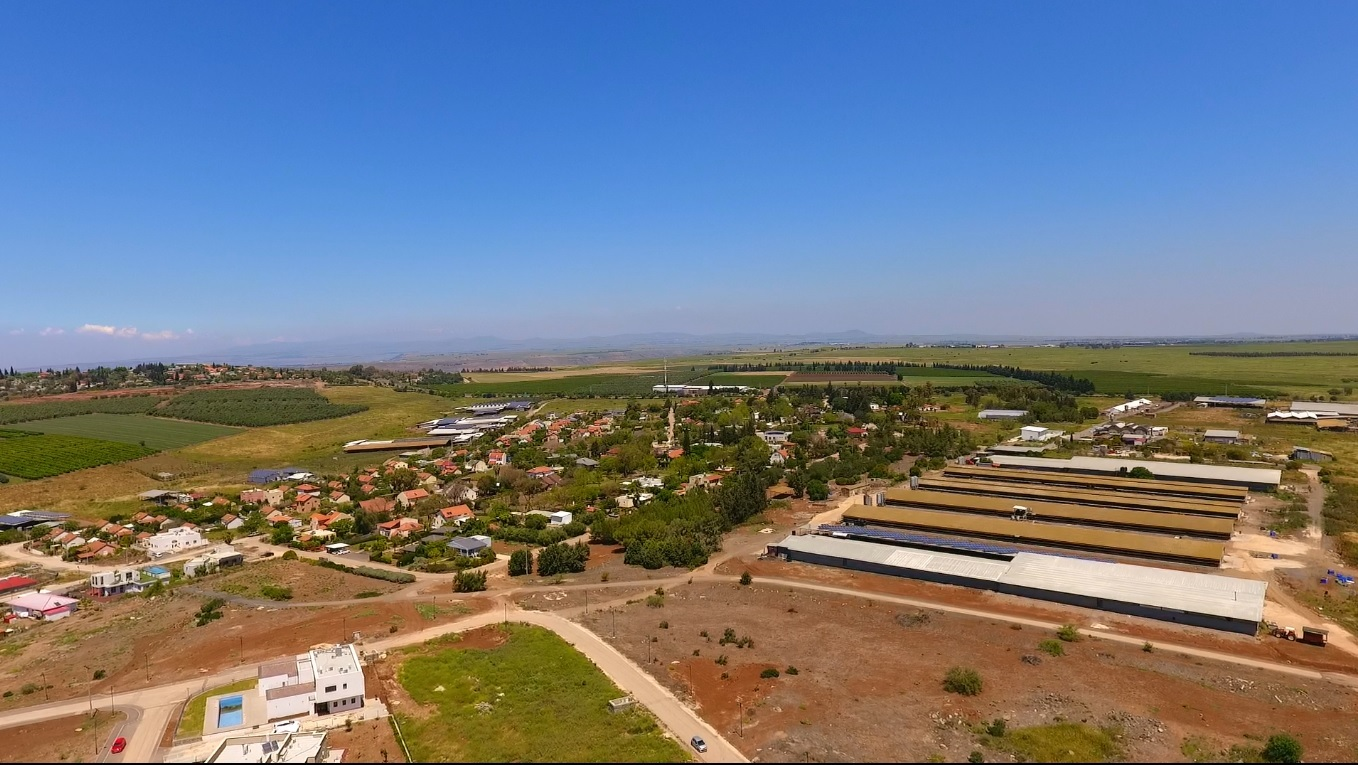
شهرک یهودی‌نشین «نئوت گولان»

منطقه قنیطره در سال ۱۹۶۷ از لحاظ مردم‌شناسی دچار تحولات گسترده‌ای شد.
در سال ۲۰۲۱، جمعیت بخش تحت اشغال اسرائیل ۵۳ هزار نفر بود، که شامل حدود ۲۷ هزار نفر آنها شهرک‌نشین یهودی اسرائیلی، ۲۴ هزار نفر دروز عرب سوری، و ۳ هزار نفر علوی عرب سوری (در روستای غجر) می‌باشد.
جمعیت بخش تحت حاکمیت سوریه در سال ۲۰۲۱، ۱۰۵٬۱۲۴ تخمین زده شده، که شامل اقلیتی دروز عرب سوری در روستاهای شمالی در دامنه جبل‌الشیخ، و همین‌طور مردم چرکس (قومی از شمال قفقاز که در قرن ۱۹ام به دلیل نسل‌کشی روسیه تزاری، پناهنده مملکت عثمانی شدند) در شهر مدینه البعث و روستاهای بئر عجم و بریقه، و همین‌طور مردمان ترکمان سوریه تشکیل شده است.
پیش از سال ۱۹۶۷، جمعیت منطقه بلندی‌های جولان ۱۴۷ هزار نفر بود، که شامل ۱۷ هزار پناهنده فلسطینی که در سال ۱۹۴۸ از مملکت خویش آواره شده بودند نیز بود. در استان قنیطره پیش از سال ۱۹۶۷، دو شهر، ۱۶۳ روستا و ۱۰۸ مزرعه وجود داشت. پس از اشغال منطقه به دست اسرائیل در طول جنگ شش‌روزه ۱۹۶۷، بین ۸۰ تا ۱۳۱ هزار نفر از مردمان بلندی‌های جولان، منجمله ۲۷ هزار ساکن شهر قنیطره یا فرار کرده یا اخراج شدند. در سالهای پس از آن، شهر قنیطره، ۱۳۹ روستا، و ۶۱ مزرعه توسط دولت اسرائیل تخریب شد.
امروزه، جمعیت آوارگان اهل جولان به حدود ۳۰۵ هزار نفر می‌رسد، که اکثریت آنها در اطراف شهر دمشق ساکن هستند.
همین‌طور، پس از مدت کوتاهی از جنگ شش‌روزه، دولت اسرائیل، شهرک‌سازی در این منطقه را آغاز کرد. تا سال ۲۰۱۹ (میلادی) بیش از ۳۰ شهرک یهودی‌نشین در این منطقه ساخته شده‌اند و نزدیک به ۲۷ هزار نفر از شهروندان اسرائیل در این شهرک‌ها زندگی می‌کنند.

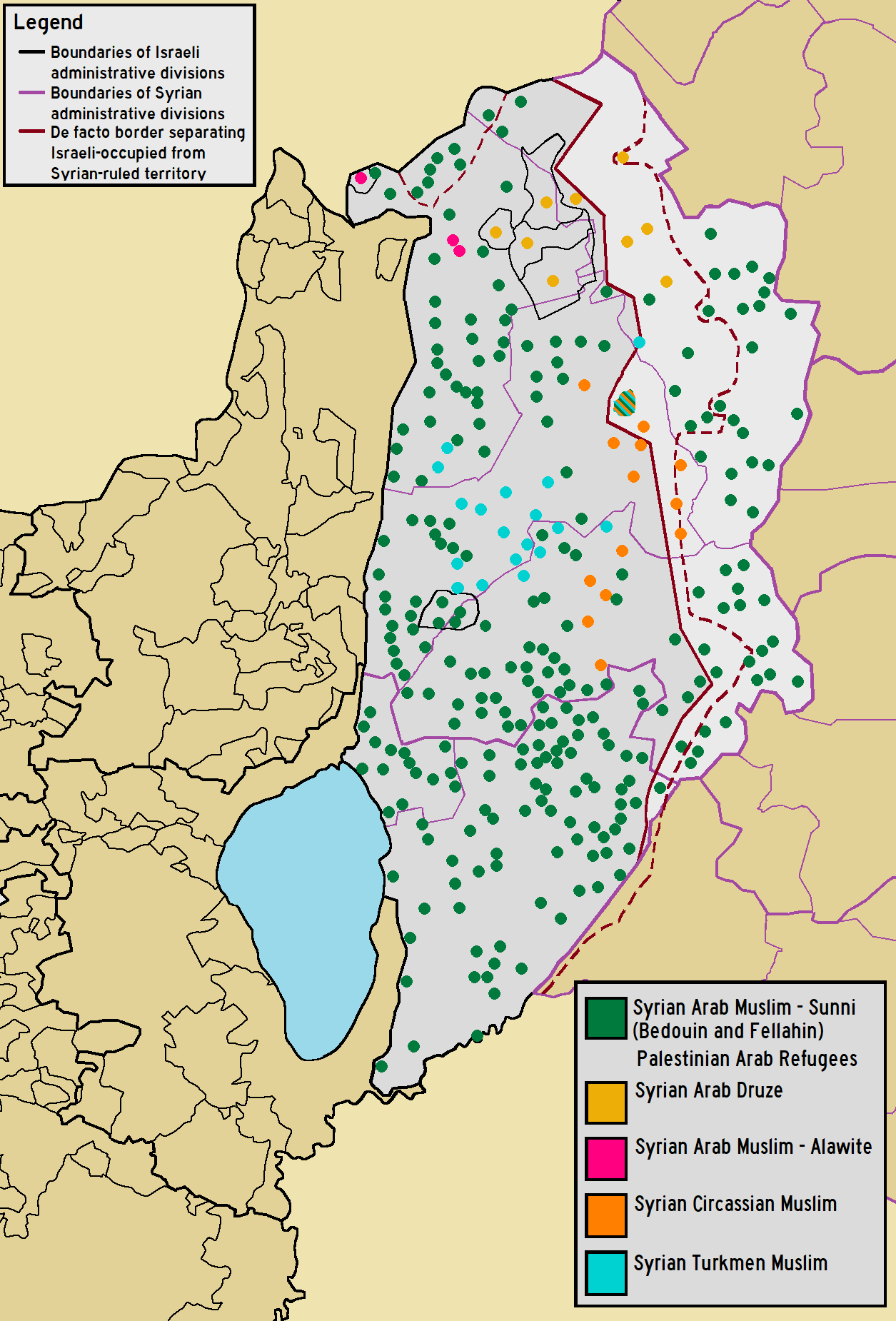
نقشه ترکیب قومی بلندی‌های جولان پیش از سال ۱۹۶۷
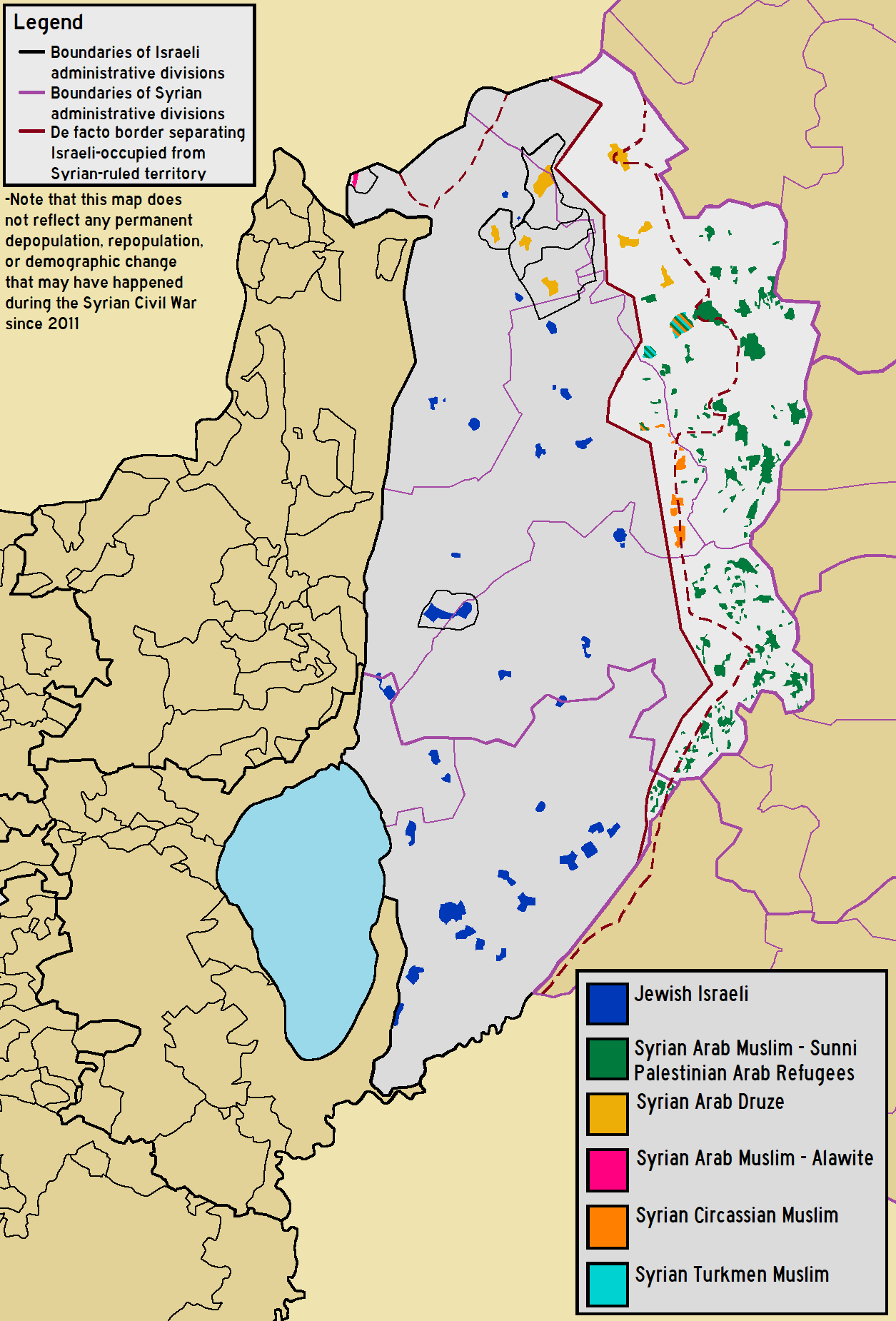
نقشه ترکیب قومی امروز بلندی‌های جولان
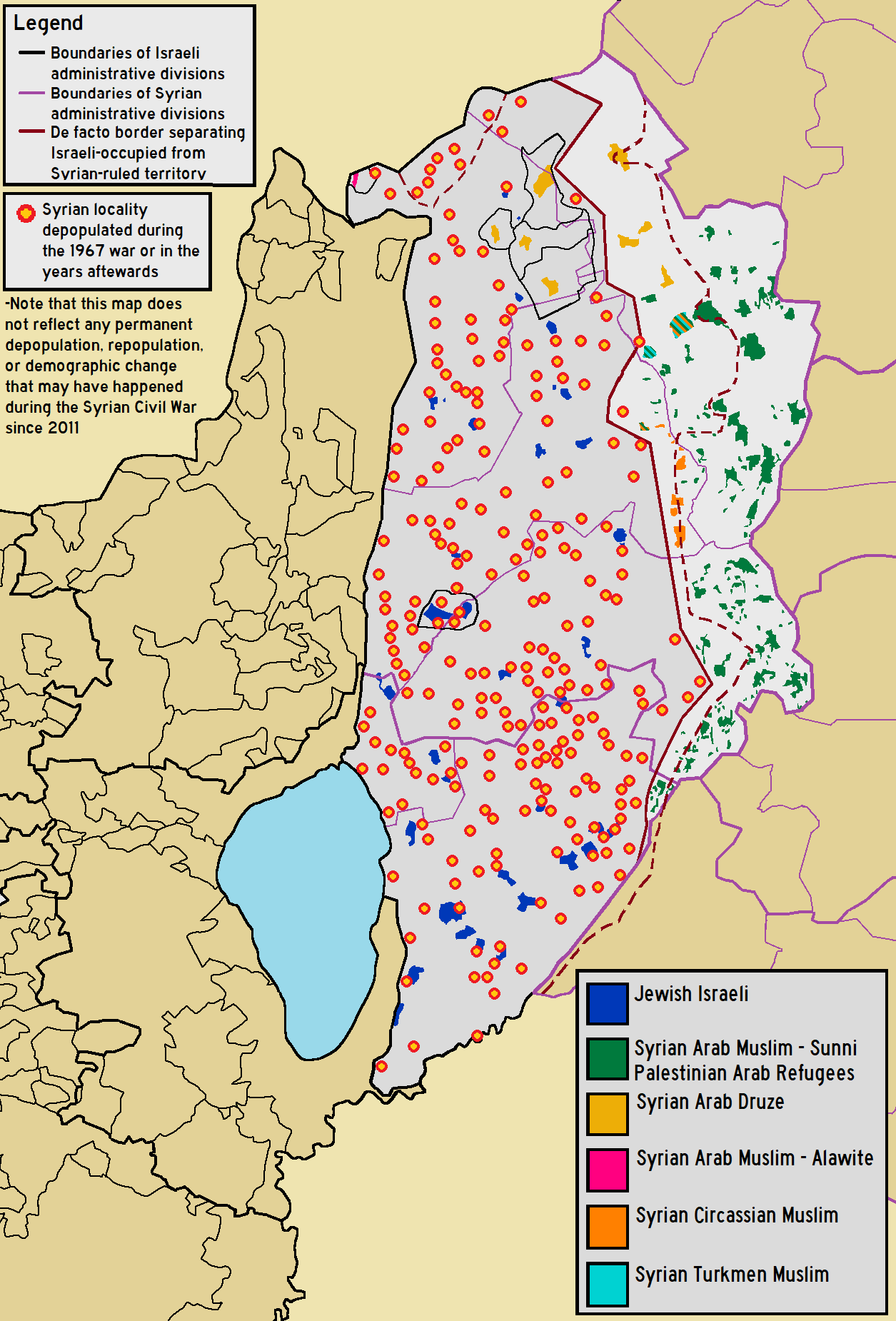
نقشه روستاها و آبادی‌های خالی از سکنه شده بلندی‌های جولان در پی اشغال توسط اسرائیل

## حضور ارتش شاهنشاهی ایران در جولان
در تاریخ ۷ مرداد ۱۳۵۴ اولین گروه حرفه‌ای از افراد ارتش شاهنشاهی ایران با نام کلاه آبی که آن را یگان حافظ صلح سازمان ملل متحد می‌شناسند به درخواست سازمان ملل متحد به این منطقه اعزام شدند. این گروه ۸ نفره جهت شناسایی منطقه برای فراهم کردن شرایط برای میزبانی از چند گردان از نیروهای ارتش شاهنشاهی ایران به این منطقه اعزام شده بودند. نیروهای ایرانی می‌بایست جایگزین نیروهای ارتش پرو می‌شدند که مأموریت صلح‌بانی آنها در حال پایان بود. مدتی بعد دو گردان به این منطقه فرستاده شدند و تحت فرماندهی نیروهای سازمان ملل متحد قرار گرفتند. در فروردین ۱۳۵۶ سومین گردان که بیش از ۳۹۰ نفر بود به منطقه فرستاده شد. مأموریت این گروه، نگهبانی از منطقه تحت اختیار به مدت ۳ سال بود. در خرداد ۱۳۵۷ نیز چهارمین گردان از ارتش شاهنشاهی ایران به منطقه اعزام شد. با بالا گرفتن درگیری‌ها و اعتراضات در ایران، چهارمین گردان در ۲۸ دی ۱۳۵۷ مجبور به بازگشت به ایران شد. به دستور فرماندهان، قرار بازگشت دیگر نیروها به کشور در زمستان ۱۳۵۷ داده شد؛ ولی با ناهماهنگی‌ها و عدم وجود ستاد فرماندهی منظم به وجود آمده در کشور، تنها تعداد ۱۲۰ نفر از نظامیان در ۱۲ بهمن توانستند به ایران بازگردند و دیگران مجبور شدند ماموریت‌های خود را به نیروهای ارتش نیجریه واگذار نمایند و تا تعیین تکلیف نهایی به صورت پراکنده در شهرهای لبنان مستقر شوند. چند روز بعد از پیروزی انقلاب ۱۳۵۷ ایران، سازمان ملل متحد تصمیم به تصرف و ضبط ادوات جنگی و سلاح‌های نظامیان ایرانی گرفت. دولت موقت ایران در اسفند هم ۱۳۵۷ آن سال تصمیم به بازگرداندن نیروهای باقیمانده در منطقه نمود و با کشتی و هواپیما، نفرات و تجهیزات آنها را به کشور بازگرداند.